# 458

## Esdeveniments
- Els romans són novament derrotats a Germània
- Gennadi I és nomenat patriarca de Constantinoble
- Fundació de Tbilisi, actual capital de Geòrgia

## Necrològiques
- 3 de juliol: Anatoli de Constantinoble, Patriarca de Constantinoble.
- Nulji, rei de Silla, Corea.